# Doraville
Doraville è una città degli Stati Uniti d'America, situata nello Stato della Georgia e in particolare nella contea di DeKalb, pochi km a nord-est di Atlanta.